# Нормандија
Нормандија (фр. Normandie, норм. Normaundie) је историјски регион на северу Француске. У овај регион се убрајају долина доње Сене (Горња Нормандија) северно од Париза и предели ка западу укључујући полуострво Котентин (Доња Нормандија). У Горњу Нормандију спадају француски департмани Приморска Сена и Ер, док су у Доњој Нормандији департмани Орн, Калвадос и Манш. Источно од Нормандије је Пикардија, а западно Бретања. 
Нормандији припадају и Каналска острва (Џерзи, Гернзи) која су вековима, а и данас, под суверенитетом краљева Енглеске, односно Британије. За ове острвљане, британски суверен носи титулу Војвода Нормандије. 
У Нормандији живи 3,5 милиона људи. Највећи градови су: Руан (385.000 становника), Авр (247.000 становника), Кан (200.000 становника) и Шербур (89.000 становника). Раније је Руан била престоница целе Нормандије, а сада само Горње. Главни град Доње Нормандије је Кан. 
Карактеристичне привредне гране у Нормандији су сточарство и воћарство (нарочито јабуке).

## Историја
Јулије Цезар је освојио овај регион у периоду 58-51. године пре нове ере, и назвао га Лугдунензис секунда (Lugdunensis secunda). Од 5. до 7. века овде су се населили Франци, који су основали многе манастире укључујући Мон Сен Мишел.
Данашње име Нормандија је добила у 9. веку као домовина Нормана, који су се формирали као мешавина староседелаца и викиншких досељеника, углавном из Данске. Западнофраначки краљ Карло III је 911. је озваничио феудални посед Нормана у доњем току Сене. То је учинио да би одвратио Нормане од пљачки и упада у своје земље. Први гроф Руана је био Викинг Роло. Његови наследници су почели да користе титулу војвода Нормандије. Нормани предвођени Вилијамом I су извршили успешну инвазију Енглеске у 11. веку. Вилијам је због овог подвига добио надимак Освајач. 
После 1204. Нормандија је постала део Француске, иако су нормански владари наставили да владају Енглеском. Енглези су се вратили овамо током Стогодишњег рата у 14. и 15. веку, али су је на крају напустили. 
Нормандијци су били најбројнији део француских досељеника у Северној Америци у 17. веку (Квебек, Луизијана). 
У 19. веку у Нормандији се развио туризам. 
Нормандија је у Другом светском рату била поприште важне битке. То је било савезничко искрцавање у Нормандији 1944.